# Julio Goróstegui
Julio Goróstegui Castañer (Navas del Marqués, Ávila, 1904 - Madrid, noviembre de 1970) fue un actor español.

## Trayectoria
Hermano de la también actriz Rosa Luisa Goróstegui, inició su carrera teatral siendo aún muy joven.
En cine debutó en 1949 con la película Paz (1949), de José Díaz Morales. Seguirían una treintena de títulos, siempre en papeles de reparto, entre los que cabe destacar Esa pareja feliz (1953), de Berlanga y Bardem; Recluta con niño (1956), junto a José Luis Ozores; Manolo, guardia urbano (1956), de Rafael J. Salvia; Todos somos necesarios (1956) de José Antonio Nieves Conde; El tigre de Chamberí (1957), con Tony Leblanc; La violetera (1958), de Luis César Amadori; La vida por delante (1958), de Fernando Fernán Gómez o Pan, amor y Andalucía (1958), con Carmen Sevilla.
Iniciada la década de 1960, abandona prácticamente la gran pantalla para centrar su carrera en la televisión, nuevo medio en la España de la época. Se convierte de este modo en un rostro habitual en TVE, interviniendo en espacios como Primera fila, Tengo un libro en las manos, Novela o Estudio 1, culminando su carrera con un personaje que le reportó gran popularidad: El de Don José en la serie El Séneca.
Estuvo casado con la también actriz Fifí Morano.